# Sandji Fati
Sandji Fati (Bissau, 8 de agosto de 1956) é um político guineense , Ministro da Defesa no governo de Nuno Gomes Nabiam.

## Biografia
É membro e dirigente do MADEM. Fez o curso do Estado-Maior no ano 1992/1993, em Portugal. Mestrado em ciência militar, em 1993/1994, na Escola de Guerra em França. Oficial pára-quedista em 1996, na Escola de Tropas Aerotransportadas em Pau, França. Licenciado em Direito na Faculdade de Direito de Bissau, em 2003. Foi ministro da Educação Nacional. Nomeado ministro da Defesa e Combatentes da Liberdade da Pátria no executivo dirigido por Nabiam.  